# Philodila
Philodila é um gênero de mariposa pertencente à família Bombycidae.